# 阿利松·贝克尔
阿利松·拉姆塞斯·贝克尔（葡萄牙語：Álisson Ramsés Becker，發音：[ˈalisõ ˈbɛkeʁ]；1992年10月2日—）巴西足球运动员，司职守門員，現效力英超球隊利物浦及巴西國家足球隊。現役最佳門將之一。

## 职业生涯

### 巴西国际

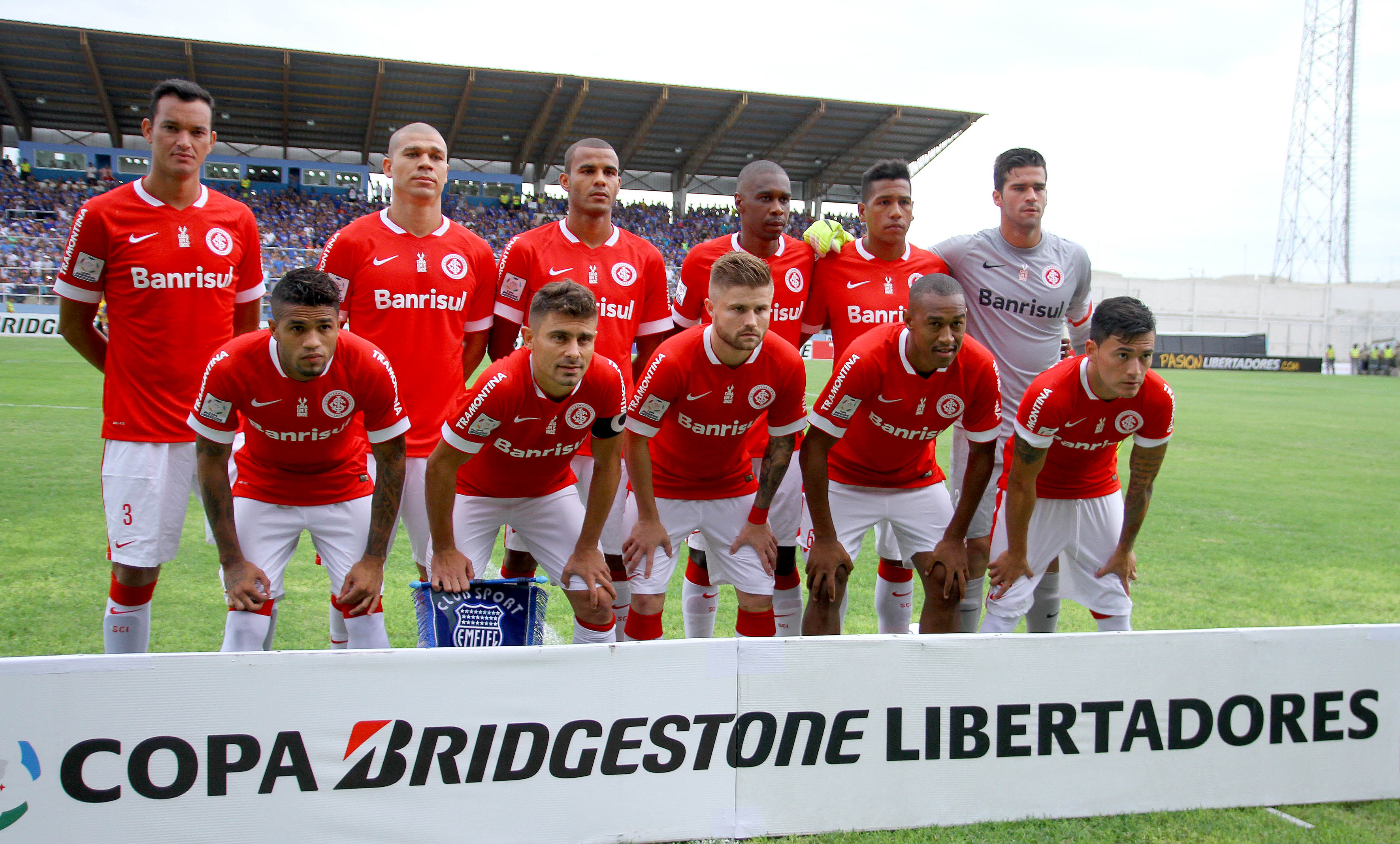
阿里森在南美解放者杯中出场对阵埃梅莱克

阿里森八岁即进入巴西国际足校学习。自2014年巴甲第二十八轮对阵弗鲁米嫩塞起，取代迪達，开始进入球队首发阵容。阿里森在2015年南美解放者杯的比赛中表现出色，于半决赛中扑出一记点球，尽管巴西国际在半决赛中遭到淘汰，但已取得解放者杯历史第二好的战绩。随后据多家意大利媒体报道，意甲球队罗马对阿里森表示出兴趣，但最终交易并未发生。主教练阿尔及尔到来后，阿里森开始担任巴西国际第三队长，次于安德列斯·达历山德罗和阿莱士之后。
2015年10月28日，阿里森的经纪人透露，欧洲顶级联赛中已有六家俱乐部对阿里森表示出兴趣，希望可以与其在2016年签约。

### 罗马
2016年，罗马宣布以750万欧元（约合3250万雷亚尔）转会费购入阿里森。阿里森加盟罗马首季僅擔任正選門將施捷斯尼的後備，沒有機會於聯賽上陣作賽，只於歐聯外圍賽及歐霸盃獲得正選上陣的機會，全季僅正選上陣15場。

2017-18球季，由於施捷斯尼離隊，艾利臣被提拔為羅馬的正選門將。他於8月20日於意甲聯賽首次亮相，協助羅馬1-0小勝阿特蘭大。艾利臣出色的發揮亦幫助羅馬於歐聯賽事一路過關斬將，更於八強賽事次回合零封巴塞隆拿，令羅馬於主場連進三球並憑作客入球逆轉淘汰巴塞隆拿，晉級四強。

該季艾利臣表現優秀，共有22場零封对手（聯賽有17場、歐聯5場），成為全歐洲最炙手可熱的門將之一。

### 利物浦
2018年7月19日，利物浦宣布以6,680萬英鎊 (7,250萬歐元)的轉會費收購艾利臣，成為利物浦史上第二貴的收購，仅次于以7,500万英镑收购的范戴克，亦令艾利臣成為史上第二高轉會費的守門員。8月10日，利物浦宣布艾利臣將身穿13號球衣
 。

#### 2018-19賽季
艾利臣的英超首戰是2018年8月12日於主場對韋斯咸，4-0大勝保持清白之身。其後艾利臣對白禮頓及水晶宫的表現均被外界讚揚，連續三場聯賽保持零失球。2018年8月，艾利臣入圍2017–18年歐洲冠軍聯賽賽季最佳守門員的候選人，惜不敵皇家馬德里的基羅·拿華斯成為第二位。
2018年9月1日利物浦對李斯特城的聯賽，艾利臣的表現受到批評，儘管做出幾個重要的撲救，但艾利臣接應隊友回傳球沒有及時踢出，被對手搶奪腳下球導致失球。
2018年9月30日利物浦對車路士的聯賽，艾利臣上演加盟利物浦以來的代表作，撲出兩球單刀，助利物浦作客以1-1逼和車路士，延續英超不敗戰績。
2018年12月12日利物浦對拿坡里的歐聯第六輪分組賽，艾利臣最後時刻神勇救出對方的波蘭前鋒米利克的近門抽射，助利物浦在不失球下以1-0擊敗並淘汰拿坡里，幫助球隊進身歐聯16強。
艾利臣在2018-19的英超賽季中共保持了21場零失球，贏得英超金手套奬，成為自2007–08賽季比比·連拿後首位利物浦門將赢得此奬項。
2019年6月1日，艾利臣於歐聯決賽面對熱刺的賽事中表現神勇，作出了8次撲救，協助球隊以2-0擊敗對手，取得隊史第六座歐冠獎盃。

#### 2019-20賽季
本赛季艾利臣改穿1號球衣。但在英超揭幕战中，他受伤下场，被迫休战两个多月，至2019年10月20日客场挑战曼联的“双红会”方告复出，最终帮助利物浦夺得30年以来首个国内顶级联赛冠军。

#### 2020-21赛季
2021年5月16日，在英超第36周的比赛中，利物浦客场2-1险胜西布罗姆维奇，作为守门员的阿利松在下半場補時五分鐘時棄門進攻，並接应阿诺德的角球助攻，用头搥打进绝杀一球，成为利物浦历史上首位在正式比赛中进球的门将，其入球亦成為英超史上第6位取得入球及英超首位使用頭鎚入球的門將.。

### 国家队生涯
在成名前，阿里森曾代表国家队征战仙台杯和土伦杯，并首发出场。 2009年曾与内马尔一同参加U17世界盃足球賽，但巴西队在初赛即遭到淘汰。据说，2014年斯科拉里曾试图将阿里森招入国家队以参加2014年巴西世界杯，但最终未能成行。在2015年阿里森首次入选国家队一队，并于2015年10月13日2018年世界盃外圍賽对阵委内瑞拉时取代原门将謝佛遜·德·奧利韋拉·加爾旺的位置首次首发出场。主教练邓加充分肯定了阿里森作为守门员的身高优势以及优秀的脚法。随后阿里森继续在对阵阿根廷和秘鲁的比赛中出阵。

## 个人生活
阿里森的祖先來自德國。他的哥哥穆里埃尔效力於巴西国际擔任守门员。2015年，22岁的阿里森同高喬人娜塔莉亚·洛维结婚。阿里森高中毕业后，表示有时间将继续进行大学教育。他非常喜欢阅读，是天主教徒，并总是随身携带圣经。

## 風格特色
阿里森擁有出色的撲球能力，擅於應付單刀球。而且阿里森基本功紮實，可為球隊在後場組織時製造人數優勢。還有阿里森在球場上覆蓋面廣，是一名清道夫門將，特點是經常出營解圍和應付對方的長傳和直線。他出迎的速度十分迅速，起始位置亦比一般門將進取。他被認為是當今世界上最好的門將之一。

## 榮譽

### 球會
國際體育會
- 南里奥格兰德州联赛冠軍：2013、2014、2015、2016[31]

 利物浦
- 英格蘭足球超级聯賽冠軍：2019–20[32]、2024-25
- 英格蘭足總盃冠軍：2021–22[33]
- 英格蘭聯賽盃冠軍：2021–22[34]、2023–24
- 歐洲冠軍聯賽冠軍：2018–19
- 歐洲超級盃冠軍：2019
- 世界冠軍球會盃冠軍：2019[35]

### 國家隊
巴西U23
- 土倫盃冠軍：2013[31]

 巴西
- 美洲國家盃冠軍：2019

### 個人
- 歐洲聯賽冠軍盃 賽季最佳陣容：2017–18[36]、2018–19
- 英超金手套：2018–19、2021–22
- 美洲國家盃金手套：2019
- FIFA年度最佳门将： 2019[37]
- 雅辛奖：2019
- 桑巴金球奖（旅欧巴西籍球员最高荣誉）：2019

## 外部連結
- 艾利臣利物浦官方球員介紹 （页面存档备份，存于）
- 足球数据库：艾利臣的球员统计数据